# فرانكي أرمسترونغ
فرانكي أرمسترونغ (بالإنجليزية: Frankie Armstrong) هي موسيقية ومغنية بريطانية، ولدت في 13 يناير 1941.

## وصلات خارجية
- فرانكي أرمسترونغ على موقع ميوزك برينز (الإنجليزية)
- فرانكي أرمسترونغ على موقع ديسكوغز (الإنجليزية)